# Арбоа
Арбоа (фр. Arbois) је насељено место у Француској у региону Франш-Конте, у департману Јура.
По подацима из 2011. године у општини је живело 3547 становника, а густина насељености је износила 78,09 становника/km².

## Демографија
| 1962. | 1968. | 1975. | 1982. | 1990. | 2011. |
| ----- | ----- | ----- | ----- | ----- | ----- |
| 3.960 | 4.209 | 4.089 | 3.998 | 3.900 | 3.547 |